# Hartmanice (Klatovyi járás)
Hartmanice település Csehországban, a Klatovyi járásban. Hartmanice Hlavňovice, Srní, Kašperské Hory, Petrovice u Sušice, Rejštejn, Sušice, Prášily, Dlouhá Ves és Čachrov településekkel határos. Lakosainak száma 944 fő (2024. január 1.).

## Népesség
A település lakosságának változását az alábbi diagram mutatja:
| Lakosok száma | 4312 | 4036 | 3766 | 1496 | 1199 | 1037 | 1039 | 974  | 916  | 944  |
|               | 1869 | 1900 | 1921 | 1961 | 1980 | 2011 | 2016 | 2019 | 2021 | 2024 |